# Коструба пекторалова
Костру́ба пекторалова (Mycerobas affinis) — вид горобцеподібних птахів родини в'юркових (Fringillidae). Мешкає в Азії.

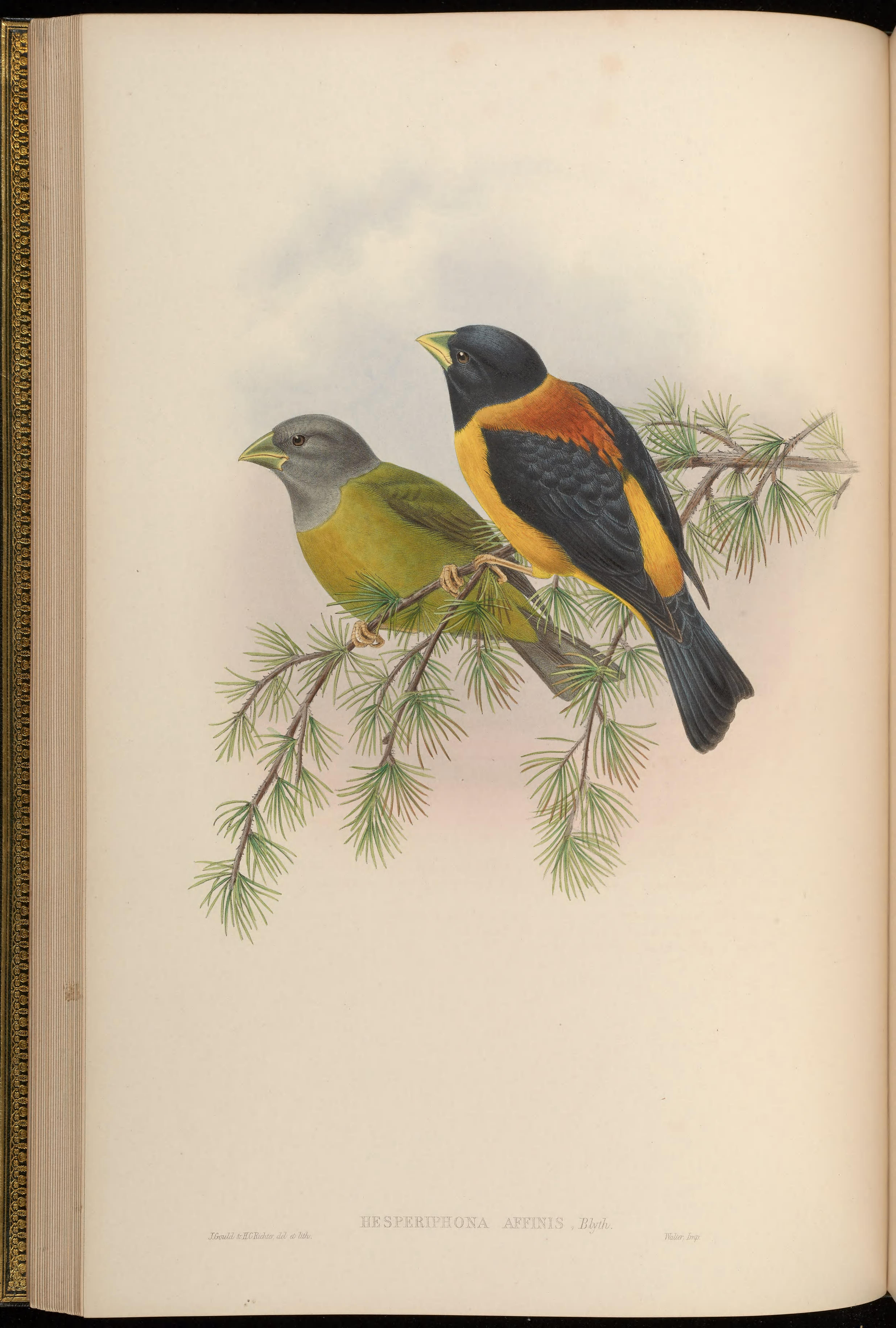
Пара пекторалових коструб (малюнок Джона Гульда)

## Опис
Пекторалова коструба є одним з найбільших птахів родини в'юркових. Її довжина становить 22—24 см. Голова, крила і хвіст у самця чорні, спина коричнювата, решта тіла темно-жовта. Самиця оливково-зеленого забарвлення, за винятком сірої голови. Живіт має жовтуватий відтінок.

## Поширення і екологія
Пекторалові коструби поширені від Північно-Західної Індії через Гімалаї до Західного Китаю і Північної М'янми. Іноді трапляється на північному сході Пакистану і на півночі Таїланду. Живе в дубових, рододендронових і змішаних лісах на висоті від 2700 до 4000 м над рівнем моря. Зимує в долинах.

## Раціон
Пекторалові коструби харчуються ягодами і насінням, доповнюють раціон безхребетними.